# بايانور
بايانور (بالصينية: 巴彦淖尔市 )‏ هي مدينة على مستوى محافظة، في جمهورية الصين الشعبية، تتبع منغوليا الداخلية، تبلغ مساحتها 65,788 كيلومتر مربع، رمزها البريدي هو 015000.

## المناخ
يظهر الجدول التالي التغييرات المناخية على مدار السنة لبايانور:
| البيانات المناخية لـبايانور        | البيانات المناخية لـبايانور | البيانات المناخية لـبايانور | البيانات المناخية لـبايانور | البيانات المناخية لـبايانور | البيانات المناخية لـبايانور | البيانات المناخية لـبايانور | البيانات المناخية لـبايانور | البيانات المناخية لـبايانور | البيانات المناخية لـبايانور | البيانات المناخية لـبايانور | البيانات المناخية لـبايانور | البيانات المناخية لـبايانور | البيانات المناخية لـبايانور |
| الشهر                              | يناير                       | فبراير                      | مارس                        | أبريل                       | مايو                        | يونيو                       | يوليو                       | أغسطس                       | سبتمبر                      | أكتوبر                      | نوفمبر                      | ديسمبر                      | المعدل السنوي               |
| ---------------------------------- | --------------------------- | --------------------------- | --------------------------- | --------------------------- | --------------------------- | --------------------------- | --------------------------- | --------------------------- | --------------------------- | --------------------------- | --------------------------- | --------------------------- | --------------------------- |
| الدرجة القصوى °م (°ف)              | 12.3 (54.1)                 | 15.5 (59.9)                 | 22.8 (73.0)                 | 31.9 (89.4)                 | 36.5 (97.7)                 | 36.5 (97.7)                 | 39.4 (102.9)                | 37.9 (100.2)                | 36.0 (96.8)                 | 27.5 (81.5)                 | 19.2 (66.6)                 | 12.4 (54.3)                 | 39.4 (102.9)                |
| متوسط درجة الحرارة الكبرى °م (°ف)  | −3.3 (26.1)                 | 1.4 (34.5)                  | 8.5 (47.3)                  | 17.5 (63.5)                 | 24.6 (76.3)                 | 28.8 (83.8)                 | 30.7 (87.3)                 | 28.3 (82.9)                 | 23.1 (73.6)                 | 15.4 (59.7)                 | 5.6 (42.1)                  | −1.4 (29.5)                 | 14.9 (58.9)                 |
| المتوسط اليومي °م (°ف)             | −9.9 (14.2)                 | −5.8 (21.6)                 | 1.3 (34.3)                  | 9.9 (49.8)                  | 17.3 (63.1)                 | 22.0 (71.6)                 | 24.1 (75.4)                 | 21.9 (71.4)                 | 16.0 (60.8)                 | 8.1 (46.6)                  | −0.6 (30.9)                 | −7.4 (18.7)                 | 8.1 (46.5)                  |
| متوسط درجة الحرارة الصغرى °م (°ف)  | −15.1 (4.8)                 | −11.6 (11.1)                | −5 (23)                     | 2.7 (36.9)                  | 9.7 (49.5)                  | 14.9 (58.8)                 | 17.9 (64.2)                 | 16.1 (61.0)                 | 9.8 (49.6)                  | 2.4 (36.3)                  | −5.4 (22.3)                 | −12.1 (10.2)                | 2.0 (35.6)                  |
| أدنى درجة حرارة °م (°ف)            | −35.3 (−31.5)               | −32.4 (−26.3)               | −19.1 (−2.4)                | −10.3 (13.5)                | −3.1 (26.4)                 | 5.5 (41.9)                  | 9.0 (48.2)                  | 5.1 (41.2)                  | −2.0 (28.4)                 | −9.6 (14.7)                 | −20.0 (−4.0)                | −24.3 (−11.7)               | −35.3 (−31.5)               |
| الهطول مم (إنش)                    | 1.0 (0.04)                  | 1.1 (0.04)                  | 3.0 (0.12)                  | 4.2 (0.17)                  | 10.8 (0.43)                 | 14.3 (0.56)                 | 34.1 (1.34)                 | 47.7 (1.88)                 | 18.9 (0.74)                 | 8.5 (0.33)                  | 1.7 (0.07)                  | 0.4 (0.02)                  | 145.7 (5.74)                |
| متوسط أيام هطول الأمطار (≥ 0.1 mm) | 0.9                         | 1.2                         | 1.5                         | 1.5                         | 3.0                         | 4.4                         | 7.4                         | 8.1                         | 4.6                         | 2.3                         | 1.0                         | 0.6                         | 36.5                        |
| المصدر: Weather China              |                             |                             |                             |                             |                             |                             |                             |                             |                             |                             |                             |                             |                             |

## التقسيمات الإدارية
- Linhe District [الإنجليزية]‏
- ويوان [الإنجليزية]‏
- Dengkou County [الإنجليزية]‏
- Urad Front Banner [الإنجليزية]‏
- Urad Middle Banner [الإنجليزية]‏
- Urad Rear Banner [الإنجليزية]‏
- Hanggin Rear Banner [الإنجليزية]‏.